# James Jones (író)
James Ramon Jones (Robinson, 1921. november 6. – Southampton, 1977. május 9.) amerikai regényíró, többek között a Most és mindörökké című háborús regény írója.

## Élete
James Ramon Jones az Illinois állambeli Robinsonban született és nőtt fel Ramon és Ada M. (született: Blessing) Jones fiaként. 1939-ben vonult be az Egyesült Államok hadseregébe, 17 évesen, és a 25. gyaloghadosztálynál, a 27. gyalogezrednél szolgált a második világháború előtt és alatt, először Hawaii-on az oahui Schofield laktanyában, majd a Guadalcanalnál harcolt és a Mount Austen-i csatában, ahol megsebesült a bokája. Visszatért az Egyesült Államokba, és 1944 júliusában leszerelték. A vietnami háborúról tudósító újságíróként is dolgozott.
Jones a hadseregben döntött úgy, hogy író lesz, vagy ahogy ő fogalmazott: „Rájöttem, hogy egész életemben író voltam anélkül, hogy tudtam volna, vagy anélkül, hogy írtam volna.”
Háborús élményei ihlették leghíresebb műveit, az úgynevezett háborús trilógiát (Most és mindörökké és a A vékony vörös vonalhoz, Fütty). Tanúja volt a Pearl Harbor elleni japán támadásnak, ebből az élményből született leghíresebb regénye, a Most és mindörökké (1951). A vékony vörös vonal (1962) a Guadalcanalon szerzett harci tapasztalatait tükrözte, a Fütty (posztumusz, 1978) pedig a Tennessee állambeli Memphisben töltött kórházi tartózkodásán alapult, amikor a szigeten megsérült bokájának műtétje után lábadozott.
Jones két gyermek édesapja volt, köztük Kaylie Jones, szintén író, aki leginkább az A Soldier's Daughter Never Cries (Egy katona lánya soha nem sír) című regényéről ismert, amely Jonesék 1960-as évekbeli párizsi életéről szól. (A fiát, Jamie Jonest Franciaországban fogadták örökbe.) Kaylie Jones regényéből 1998-ban film készült Kris Kristofferson, Barbara Hershey és Leelee Sobieski főszereplésével. Ez a film, valamint a Terrence Malick rendezte Az őrület határán (1998), keltette fel az érdeklődést James Jones élete és művei iránt. 2011-ben Ms. Jones közreműködött  a Most és mindörökké cenzúrázatlan kiadásában.
Jones nyíltan beszélt azonos neműekkel való tapasztalatairól, és A vékony vörös vonalban Fife tizedes szexuálisan kétértelmű karakterét önmagára alapozta.
Jones akkori szeretője, Lowney Handy és férje, Harry Handy társaságában közreműködött a "The Handy Writers' Colony" írótársaság 1950-es megalakításában az Illinois állambeli Marshallban. Ezt részben Harry, a Most és mindörökké pénzügyi sikere után pedig részben Jones finanszírozta. Eredetileg utópisztikus kommunaként fogták fel, ahol a kezdő művészek kizárólag írói munkáikra koncentrálhattak, de a kolónia néhány év után feloszlott, mert James Jones Gloria Mosolinóval kötött házassága után Franciaországba költözött, miután egy féltékeny Lowney megtámadta és elhagyta a kolóniát. A kolónia 1957-ben pénzügyileg veszélyeztetett helyzetbe került. A kolónia hanyatlása azonban nagyrészt Lowney ingadozó, birtokló és irányító magatartásának volt köszönhető, különösen Jonesé. A költő David Ray így nyilatkozott George Garrettnek: "Nem tudom átadni Önnek Lowney erejének intenzitását. Karizmatikus és démonikus volt. Mivel ugyanazokat az agymosási módszereket használta fiatal tanítványai hűségének biztosítására, és az ország ugyanabból a részéből származott, gyakran felmerült bennem a kérdés, hogy a jonesville-i James Jones tudott-e róla, vagy esetleg meglátogatta-e [...] Nagyon erőszakos nő volt, és hajthatatlan a féltékeny birtoklásában. Azzal dicsekedett, hogy „a jó és a rossz fölött áll”. Akárhogy is, ahhoz, hogy megértsük Jonest, meg kell értened Lowney-t és kapcsolatuk intenzitását.
Jones a New York állambeli Southamptonban halt meg pangásos szívelégtelenségben, és a New York állambeli Bridgehamptoni Poxabogue-Evergreen temetőben temették el. Iratait jelenleg az austini Texasi Egyetem Harry Ransom Központjában tartják. Özvegye, Gloria 2006. június 9-én halt meg. James Jones könyvei közül sok még mindig elérhető digitális formátumban, köztük a The End of the War című könyvben megjelent They Shall Inherit the Laughter (Ők örökölni fogják a nevetést) című írásból származó részleteket.

## Művei
Jones első regénye az They Shall Inherit the Laughter. Ez egy rejtett önéletrajzi regény volt a Robinsonban szerzett élményeiről, közvetlenül a második világháború után. Többszöri elutasítás után felhagyott vele, és elkezdte írni a Most és mindörökkét. A regényt a Charles Scribner's Sons adta ki 1951-ben, amely elnyerte az Nemzeti Könyvdíjat. A Modern Library Board később a 20. század 100 legjobb regénye közé sorolta.
Második kiadott regénye, a Rohanva jöttek (1957) a félbehagyott első próbálkozásban gyökerezik. Az Most és mindörökkével ellentétben a kritikusok lehúzták. Különösen kemények voltak a gyakran elírt szavakkal és írásjelekkel kapcsolatban; nem ismerték fel, hogy az ilyen elemek Jones tudatos stílusválasztása a regény szereplői és környezete provincialitásának illusztrálására. Jones láthatóan alkalmazta ezt a stílust több novellában, hogy aztán felhagyjon vele, mire 1962-ben befejezte a A vékony vörös vonal című regényét. A Rohanva jötteket azonnal megfilmesítették Frank Sinatra, Dean Martin és Shirley MacLaine főszereplésével, amelyet a kritikusok is dícsértek, és öt Oscar-díjra jelöltek.
A pisztoly (1959) című regényét is katonai tapasztalataiból merítette.
Utolsó, regényét Jones már nem tudta befejezni: ez idő alatt tudta meg, hogy pangásos szívelégtelenségben hal majd meg. A műhöz készített jegyzetei segítségével a regényt Willie Morris fejezte be: A Fütty 1978-ban jelent meg. Ezzel befejeződött Jones háborús trilógiája (Most és mindörökké és a A vékony vörös vonal mellett), amelyről ezt írta: „Körülbelül mindent elmond majd, amit valaha is el kellett mondanom, vagy valaha is el kell mondanom a háború emberi állapotáról és arról, hogy mit jelent számunkra, ellentétben azzal, amit mi állítunk, hogy nekünk jelent.”

## Könyvei

### Most és mindörökkétrilógia
- From Here to Eternity (1951) ISBN 0-385-33364-1 – The Restored Edition. Open Road Media, 2011. ISBN 0-385-33364-1 (e-book)
  - Most és mindörökké, 1-2. – Európa, Budapest, 1972 (5 világrész könyvei) · fordította: Szíjgyártó László
- The Thin Red Line (1962) ISBN 0-385-32408-1
  - A vékony vörös vonal  – Európa, Budapest, 1972 · ford.: Szíjgyártó László; Fiesta / Saxum, Budapest, 1999 · ISBN 9638133910 · ford.: B. Albitz Ilona, Nemes László
- Whistle (1978) ISBN 0-385-33424-9 (completed by Willie Morris)
  - Fütty  – Fabula, Budapest, 1994 · ISBN 9638169583 · fordította: M. Szabó Csilla
  - A halál szele I-II.  – Fiesta / Saxum, Budapest, 2001 · ISBN 9639258172 · fordította: M. Szabó Csilla

### További regények
- They Shall Inherit the Laughter (kiadatlan)
- Some Came Running (1957) ISBN 0-440-18261-1
  - Rohanva jöttek, 1-2. – Fabula, Budapest, 1995 · ISBN 9636540446 · fordította: M. Szabó Csilla
- The Pistol (1959)
  - James Jones: A pisztoly / Arthur Miller: Éjjeli műszak – Kozmosz Könyvek, Budapest, 1974 · ISBN 9632110315 · fordította: Zentai Éva · illusztrálta: Károlyi András
- Go to the Widow-Maker (1967)
  - Szerelem az Antillákon – Fabula, Budapest, 1994 · ISBN 9638169826 · fordította: M. Szabó Csilla
- The Merry Month of May (1971)
  - Az a mámoros május  – Fabula, Budapest, 1993 · ISBN 9638169281 · fordította: Odze György
- A Touch of Danger (1973) ISBN 0-006-14777-1
  - A veszély íze – Fabula, Debrecen, 1995 · ISBN 9636540160 · fordította: Zentai Éva

### Gyűjtemények
- The Ice-Cream Headache and Other Stories (1968) ISBN 1-888-45135-1
- To the End of the War (2011)

### Ismeretterjesztő
- Viet Journal (1974)
- WW II (1975)

## Filmadaptációk
- 1953 – Most és mindörökké – rendező: Fred Zinnemann
- 1958 – Some Came Running – rendező: Vincente Minnelli
- 1964 – The Thin Red Line – rendező: Andrew Marton[32]
- 1979 – From Here to Eternity (TV-minisorozat) – rendező: Buzz Kulik
- 1980 – From Here to Eternity (TV-sorozat) – rendezők: Ron Satlof, James D. Parriott, Jeffrey Hayden, Rick Hauser, Ray Austin
- 1998 – Az őrület határán – rendező: Terrence Malick
- 2013 – From Here to Eternity – A regényből készült, Londonban bemutatott musical[33]

## Külső hivatkozások
- The James Jones Literary Society (angolul)
- James Jones az Internet Movie Database oldalon (angolul)

## Fordítás
- Ez a szócikk részben vagy egészben  a   Jones James című angol Wikipédia-szócikk fordításán alapul.  Az eredeti cikk szerkesztőit annak laptörténete sorolja fel. Ez a jelzés csupán a megfogalmazás eredetét és a szerzői jogokat jelzi, nem szolgál a cikkben szereplő információk forrásmegjelöléseként.